# Santos de Abelgas
Santos de Abelgas est l'une des six paroisses civiles de la municipalité d'Antonio Díaz dans l'État de Delta Amacuro au Venezuela. Sa capitale est Araguaimujo.

## Géographie

### Démographie
Hormis sa capitale Araguaimujo, la paroisse civile possède plusieurs localités, généralement situées au bord d'un des bras de l'Orénoque :
- Araguaimujo
- Boca de Araguao
- San Antonio de Araguao